# Crisóstomo Henríquez
Crisóstomo Henríquez (Madrid, 1594-Lovaina, 23 de diciembre de 1632) fue un historiador, biógrafo, bibliógrafo y monje cisterciense español.

## Biografía
A los trece años, en 1607, vistió el hábito de cisterciense en Santa María de Huerta (Soria). Allí fue discípulo del poeta y humanista fray Eugenio Martínez. En 1617 pasó a Flandes y luego anduvo por Irlanda. Fue nombrado Cronista de la Orden del Císter en 1622, y para cumplir este cometido visitó varios monasterios belgas, en especial los de Aulne y Villers y la Abadía de Nuestra Señora de las Dunas, los más florecientes de Europa, consultando sus bibliotecas y estudiando sus archivos. Fue vicario general de los cistercienses en Irlanda y prior de la Orden de Calatrava. Pese a su breve vida, escribió muchas obras, unos cuarenta títulos.
Según la Memoria Chronologica de Constantino Cordón, falleció el 23 de diciembre de 1632 en Lovaina. Hizo e imprimió en Bruselas una bibliografía de los escritores de su orden en Inglaterra y España, Phoenix reviviscens sive ordinis cisterciensis scriptorum angliae & hispaniae series, Bruxellae, Typis Joannis Meerbecii, 1626 y otras obras históricas, biográficas y bibliográficas, siempre relacionadas con la orden del Císter.

## Obras (incompleto)
Entre 1619 y 1632, publicó más de 40 títulos en holandés, latín y español, algunos de los cuales son los siguientes:
- Astrum Cisterciensium complectens sanctorum Cisterciensium gesta (Colonia, 1649).
- Guilielmus Aquitanus, Liber Apologeticus: Quo ostenditur S. Guilielmum Benedictinum Cisterciensem, non Augustinianum fuisse (1626).
- Het leven vande eerweerdighe Moeder Anna de S. Bartholomaeo ongheschoeyde Carmelitersse (Amberes, 1632).
- Lilia Cistercii (Duaci, 1633).
- Quinque Prudentes Virgines sive B. Beatricis de Nazareth, B. Aleydis de Scharenebecka, B. Idae de Nivellis (Amberes, 1630).
- Regula, Constitutiones et privilegia Ordinis Cistertiensis (Amberes, 1639).
- Vita B. Famiani Coloniensis (Colonia, 1631).
- Thesaurus Evangelicus vel Relatio Illustrium Virorum Ordinis Cisterciensis in Hibernia, sobre famosos cistercienses irlandeses, cuyas obras escritas relaciona.
- Sol Cisterciensis in Belgio (Historia de los hombres destacados por sus virtudes y milagros en la Abadía de Villers, que florecieron en santidad)
- Fasciculus Sanctorum Ordinis Cistersiensis, Colonia, 1631, donde cuenta las vidas de los patriarcas, prelados, abades, defensores de la fe y mártires de la orden, y habla del origen de las Órdenes militares
- Coronae Sacrae O. C. (Sacras coronas de la orden del Císter), en que documenta las vidas de reinas y princesas que renunciaron al mundo para vestir el hábito cisterciense
- Bernardus Immaculatus, donde explica y justifica la opinión de san Bernardo de Claraval sobre la Inmaculada Concepción de María, la santificación de San Juan Bautista, y la felicidad de los santos elegidos para la Resurrección.
- Phoenix Reviviscens sive ordinis cisterciensis scriptorum angliae & hispaniae series, Bruxellae, Typis Joannis Meerbecii, 1626.Donde ofrece noticias interesantes sobre autores cistercienses antiguos de Inglaterra y algunos contemporáneos de España, y ofrece algunas notas autobiográficas
- Menologium Cistertiense notationibus illustratum (Amberes, 1630, 2 vols.), su principal obra. En el primer volumen escribe las vidas de cistercienses notables por su santidad, y el segundo contiene la regla, constituciones y privilegios de la orden, con una historia de la fundación de las órdenes militares como apéndice. Además contiene grabados con retratos vera efigies de diversos beatos e ilustres miembros de la orden del Cister.

Todas sus obras fueron escritas en estilo elegante y conciso, y manifiestan una profunda erudición. Todas sus obras están escritas en un estilo a la vez elegante y conciso, y manifiestan profunda erudición, pero no están totalmente libres de reproche: Claude Chalemot, abad cisterciense de la abadía de La Colombe en Francia, un estimado historiador, apercibió su omisión de muchos santos de la orden y la inserción en su Menología de personajes que no debían estar allí, ya sea porque no lo merecían o porque nunca fueron investidos con el hábito cisterciense. Otra falta es que no siempre proporciona fechas exactas.